# Shawn Toovey
Shawn Toovey (Lincoln, 1º marzo 1983) è un attore statunitense.

## Biografia
Shawn ha cominciato la sua carriera di attore da bambino, nella prima parte degli anni novanta. Ha acquisito una certa notorietà con la partecipazione alla serie televisiva americana Dr. Quinn Medicine Woman (in cui ha affiancato altri giovani attori, tra cui Erika Flores e Chad Allen), nella quale ha ricoperto il ruolo di Brian Cooper, figlio adottivo della dottoressa Michaela Quinn, la protagonista della serie. Per questa sua interpretazione Shawn ha ottenuto numerosi riconoscimenti, quali il premio Michael Landon Award e vari Young Artist Awards in diverse categorie: nel 1994 come miglior interprete sotto i dieci anni in una serie televisiva, in seguito come miglior giovane attore in un telefilm di genere drammatico. Shawn ha ricevuto anche quattro nomination nello stesso ambito (due delle quali relative alla citata serie). Nel 1997 ha preso parte al film Flash - Il mio amico fulmine, con Lucas Black.

## Filmografia
- Vendetta alla luce del giorno (In Broad Daylight) (1991)
- Giudizio al buio (A Seduction in Travis County) (1991)
- Benedizione mortale (Bed of Lies) (1992)
- Dopo la gloria (An American Story) (After the Glory) (1992)
- The Fire Next Time (1993)
- Dr. Quinn Medicine Woman (Dr. Quinn, Medicine Woman) (1993 - 1997)
- Flash - Il mio amico fulmine (Flash) (1997)
- La signora del West - Il film (Dr. Quinn Medicine Woman: The Movie) (1999)
- La signora del West - Ritorno a Boston (Dr. Quinn, Medicine Woman: The Heart Within) (2001)